# Niklas Löfgren
Niklas Löfgren, född  1979, är en svensk fotbollsspelare i Lindome GIF.
Niklas Löfgrens moderklubb är Tölö IF, Han kom till Ljungskile SK från Skärhamns IK 2008 där han var skyttekung 2007. Han har även spelat för Örgryte IS och  Västra Frölunda IF.

## Klubbar
- Ljungskile SK
- Skärhamns IK
- Västra Frölunda IF
- Örgryte IS
- Tölö IF